# Мухоршибір
Мухоршибір (рос. Мухоршибирь) — село Мухоршибірського району, Бурятії Росії. Входить до складу Сільського поселення Мухоршибірського.
Населення —  5166 осіб (2015 рік). 